# Commanderie van Sint Jan (Nijmegen)
De Commanderie van Sint Jan (of Sint Janshuis) is een historisch gebouw aan de Franseplaats in de Nijmeegse Benedenstad. Het gebouw staat niet ver van de Stevenskerk en van de Burchtstraat, de scheiding met de Bovenstad. 
Het was een van de eerste stenen gebouwen in Nijmegen en geldt ook als een van de alleroudste nog bestaande gebouwen in de stad.

## Gebouw
Het gebouw is in 1196 gebouwd en werd aanvankelijk als ziekenhuis in gebruik genomen door graaf Alardus en zijn vrouw Uda. 
In 1214 kwam het pand in handen van de ridders van de Johanniter Orde. Deze adellijke kloosterorde maakte van het pand een klooster. Aan deze orde, die er een commenderij, gewijd aan Sint Jan van maakte, dankt het gebouw zijn naam.
In de 16e eeuw wilden de protestanten ook in Nijmegen een beeldenstorm ontketenen, maar de katholieke bevolking kwam hiertegen in actie. Wel werd de predikantstoel uit de commanderie op de Blauwe Steen verbrand.
In 1576 werden Spaanse soldaten ingekwartierd in de commanderie. Hierna was het gebouw afwisselend in handen van de katholieken en de protestanten, en was het in gebruik als legerplaats van de Spaanse of de Staatse troepen. In 1636 overleed de laatste commandeur en kwam de commanderie als laatste katholiek pand in handen van het protestantse stadsbestuur. De kapel, die eerder ook in gebruik was als vleeshal, werd afgebroken.
Vanaf 1655 of al enkele jaren eerder was het pand in gebruik van de Illustre school die later de Kwartierlijke Academie van Nijmegen zou worden. In 1672 werd het pand echter weer bevolkt door soldaten na de Franse bezetting. Ook werd er een Waalse kerk in gevestigd.
Tot in de Tweede Wereldoorlog maakte de Waalse kerk een groei door. Bij het bombardement op 22 februari 1944 raakte het gebouw zwaar beschadigd en werd het een ruïne midden in de Waalbuurt, die ook grotendeels bouwvallig was. In 1952 kocht een Nijmeegse antiquair deze ruïne en bouwde er een romantisch keldergewelf onder, dat onder de naam Het Wijnhuis een populaire uitgaansgelegenheid werd, door studenten van de Sociëteit gerund. Het stadsbestuur wilde het gebouw echter alsnog slopen maar dit leidde tot protesten.
In 1969 kwam het pand onder de Stichting Monumentenzorg. De geromantiseerde fantasiestukken werden weer afgebroken waarna de commanderie grotendeels opnieuw werd opgetrokken. Hierna zou het pand volgens het oorspronkelijke plan dienstdoen als sociëteit voor de SSN Roland, die daartoe al een apart fonds had gesticht, maar inmiddels was er een andere culturele wind gaan waaien en hadden er flinke veranderingen plaatsgevonden in het georganiseerde studentenleven, zodat deze gedroomde bestemming er nooit van is gekomen. In plaats daarvan werd het een gemeentemuseum (tot 1998) en daarna vestigde zich Stadsbrouwerij De Hemel hier. Het pand is in gebruik voor ambacht, horeca en cultuur. Chocolaterie Chocobreak is gevestigd op de 2e verdieping van het gebouw, Koffiebranderij Holy Beans op de 1e verdieping en de begane grond is in gebruik door Brouwerscafé de Hemel en Foodbar de Pelgrim. De kelderverdieping is in gebruik door de brouwerij.
De Commanderie van Sint Jan is rijksmonument en draagt monumentnummer 31123.

## Afbeeldingen

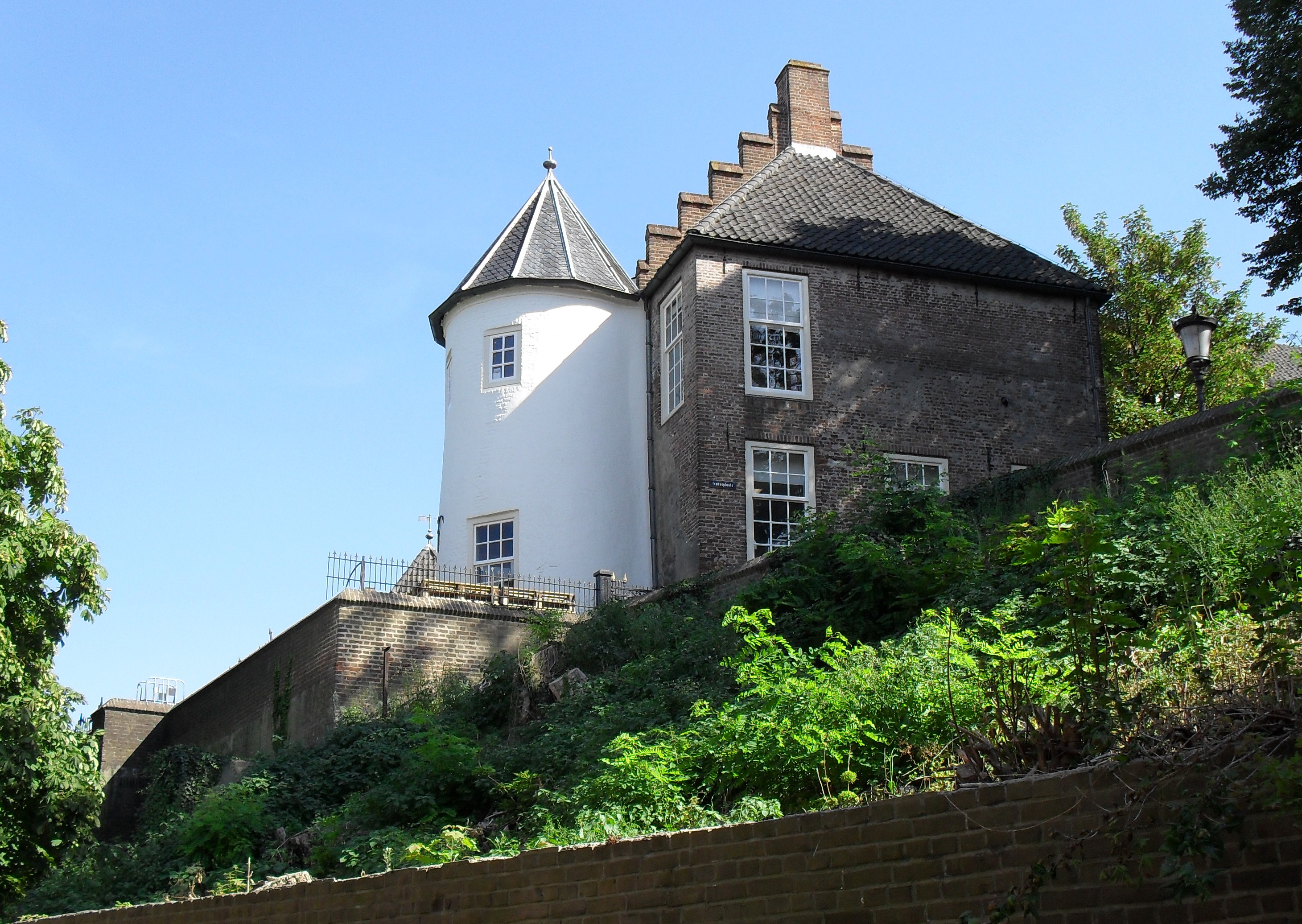
Commanderie van St. Jan acherzijde
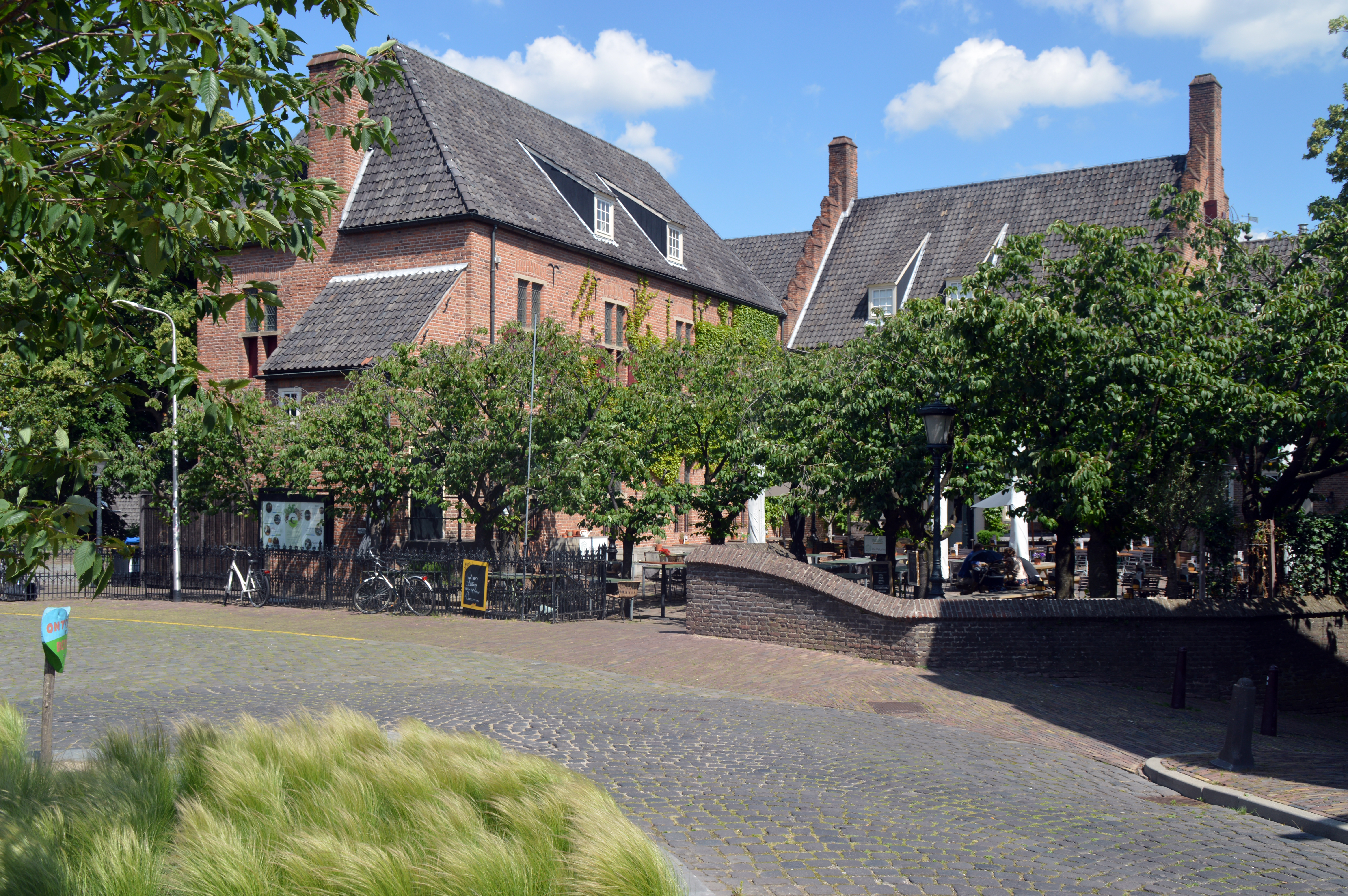
Commanderie van Sint Jan in de zomer
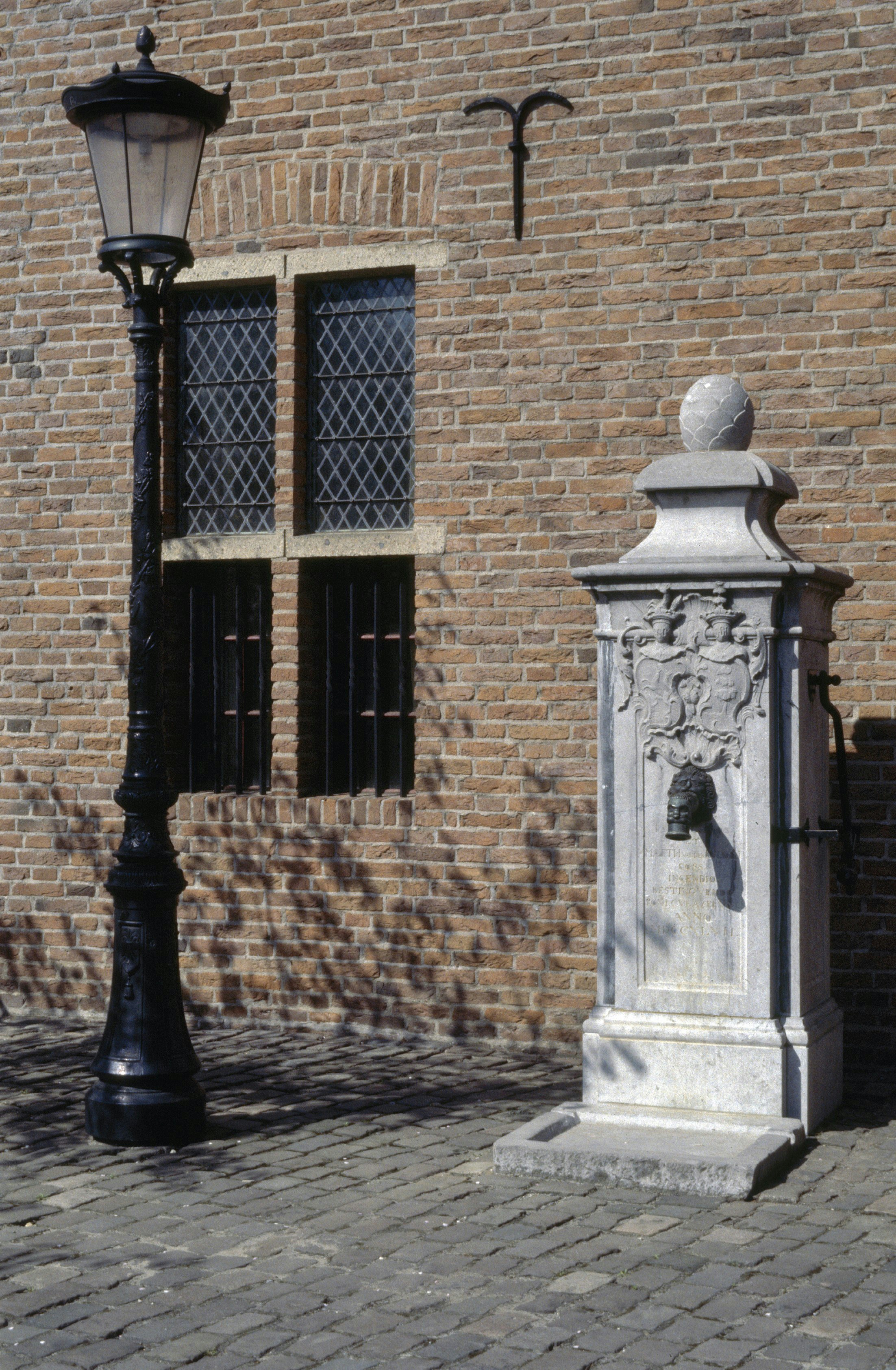
Hardstenen pomp

## Noot
1. ↑  Nijmeegs oudste school, noviomagus.nl
2. ↑  Onder leiding van de latere diplomaat en Europarlementariër Jan-Willem Bertens